# Entedononecremnus unicarinatus
Entedononecremnus unicarinatus är en stekelart som beskrevs av Christer Hansson och Lasalle 2003. Entedononecremnus unicarinatus ingår i släktet Entedononecremnus och familjen finglanssteklar. Inga underarter finns listade i Catalogue of Life.